# Kirby und das vergessene Land
Kirby und das vergessene Land ist ein Jump-’n’-Run-Computerspiel, das der japanische Videospiel-Publisher Nintendo am 25. März 2022 für die Nintendo Switch veröffentlicht hat.

## Spielprinzip
Kirby und das vergessene Land ist das erste Spiel der Spieleserie Kirby, welches in vollständiger 3D-Optik gespielt werden kann. Die Figur Kirby, welche vom Spieler gespielt wird, hat dabei mehrere Fähigkeiten wie das Springen, Rutschen oder Spucken, wodurch Level bespielt und Gegner besiegt werden können.

## Entwicklung
Am 23. September 2021 wurde das Spiel auf einer Nintendo Direct öffentlich vorgestellt. Am 12. Januar 2022 wurde ein weiterer ausführlicher Trailer veröffentlicht, welcher einen Release am 25. März 2022 angekündigt hat. Eine kostenfreie Demoversion wurde am 3. März 2022 für die Nintendo Switch freigeschaltet.

## Handlung
Kirby wird in eine neue Welt hineingeschleudert, als seine alte Heimat Planet Pop zerstört wird. Er muss in verschiedenen Welten mit mehreren Levels die einzelnen Waddle Dees retten um seine alte Heimat Planet Pop zu retten.

## Rezeption
Kirby und das vergessene Land erhielt durchweg gute Wertungen. So erreicht es auf Metacritic einen Metascore von 85 von 100 auf Basis von 142 Rezensionen.

„Kirby und das vergessene Land ist eines dieser Spiele, die perfekt für einen miesen Tag sind. Wenn man vom Alltag genervt ist und einfach nur etwas gute Laune braucht, dann gibt es nichts Besseres, als mit dem rosa Wonneproppen durch die kunterbunten Welten zu hüpfen, sich an den kreativen Ideen zu erfreuen und das ganze idealerweise noch mit einem Mitspieler.“

„Rundum gelungenes, grafisch ansprechendes 3D-Debüt des Knuffelstars mit witzigen Verwandlungen – jedoch ohne Brillanz beim Leveldesign.“

### Auszeichnungen und Bestenlisten
| Preisverleihung      | Kategorie                 | Resultat | Datum der Nominierung beziehungsweise Auszeichnung |
| -------------------- | ------------------------- | -------- | -------------------------------------------------- |
| The Game Awards 2022 | Bestes Familienspiel 2022 | Gewonnen | 8. Dez. 2022                                       |

### Verkäufe
Innerhalb Deutschland wurden bis November 2022 über 200.000 Einheiten verkauft. Weltweit wurden bis März 2024 7,52 Millionen Ausgaben des Spiels verkauft. Damit ist es das meistverkaufte Spiel der Spieleserie.